# Dragon Ball Z: Sagas
Dragon Ball Z: Sagas és un videojoc d'aventures en 3D desenvolupat per Avalanche Studios i publicat per Atari, basat en l'anime de Bola de Drac Z. És el primer i únic videojoc de Bola de Drac Z llançat en la sisena generació de les consoles, i el primer videojoc de Bola de Drac Z de consola en ser desenvolupat per una empresa americana. També és l'únic videojoc BDZ en ser llançat per Xbox

## Personatges
- Goku
- Vegeta
- Gohan
- Piccolo
- Future Trunks

Després de completar el videojoc, al llarg d'anar completant nivells i batalles es desbloquegen els següents personatges:
- Bardock
- Broly
- Krillin
- Tien
- Yamcha

## Caps finals
- Raditz
- Nappa
- Vegeta
- Recoome
- Burter i Jeice
- Captain Ginyu
- Captain Ginyu al cos d'en Goku
- Frieza Primesa forma
- Frieza Segona forma
- Frieza Forma final
- Soba
- Android 17
- Android 17 i Android 18
- Android 19
- Cel·lula Forma imperfecta
- Cel·lula Forma semiperfecta
- Cel·lula Forma perfecta